# 277
Évszázadok: 2. század – 3. század – 4. század
Évtizedek: 220-as évek – 230-as évek – 240-es évek – 250-es évek – 260-as évek – 270-es évek – 280-as évek – 290-es évek – 300-as évek – 310-es évek – 320-as évek
Évek: 272 – 273 – 274 – 275 –  276 – 277 – 278 – 279 – 280 – 281 – 282

## Események

### Római Birodalom
- Probus császárt és (L. Julius?) Paulinust választják consulnak.
- Probus Kis-Ázsiából a Balkánra siet, ahol az Al-Dunánál legyőzi a betörő gótokat.
- Probus bevonul Rómába, hogy elismertesse uralmát a szenátussal.

## Halálozások
- Mani, a manicheizmus alapítója (vagy 274-ben)

## Fordítás
- Ez a szócikk részben vagy egészben  a(z)   277 című angol Wikipédia-szócikk ezen változatának fordításán alapul.  Az eredeti cikk szerkesztőit annak laptörténete sorolja fel. Ez a jelzés csupán a megfogalmazás eredetét és a szerzői jogokat jelzi, nem szolgál a cikkben szereplő információk forrásmegjelöléseként.